# Mozirje
Mozirje este o localitate din comuna Mozirje, Slovenia, cu o populație de 1.969 de locuitori.